# Marl Creek Park
Marl Creek Park är en park i Kanada.   Den ligger i provinsen British Columbia, i den centrala delen av landet, 3 100 km väster om huvudstaden Ottawa. Marl Creek Park ligger 789 meter över havet.
Terrängen runt Marl Creek Park är kuperad åt nordväst, men åt sydost är den bergig. Marl Creek Park ligger nere i en dal. Trakten runt Marl Creek Park är nära nog obefolkad, med mindre än två invånare per kvadratkilometer..
I omgivningarna runt Marl Creek Park växer i huvudsak barrskog.